# Felipe Aguirre Franco
Felipe Aguirre Franco (ur. 4 lutego 1934 w Encarnación de Díaz) – meksykański duchowny katolicki, arcybiskup Acapulco w latach 2001-2010.

## Życiorys
Wstąpił do seminarium archidiecezji Guadalajara i w tejże diecezji przyjął święcenia kapłańskie 22 marca 1958. Pracował jako kapelan, profesor i prefekt w seminarium w Guadalajarze. W 1971 został mianowany proboszczem parafii NMP z Guadalupe w La Barca. Rok później przeniósł się do diecezji Tuxtla Gutiérrez i został mianowany proboszczem miejscowej katedry.

### Episkopat
12 marca 1974 został mianowany przez papieża Pawła VI biskupem pomocniczym diecezji Tuxtla Gutiérrez ze stolicą tytularną Otriculum. Sakry biskupiej udzielił mu 25 kwietnia tegoż roku abp Mario Pio Gaspari. 28 kwietnia 1988 został prekonizowany ordynariuszem tejże diecezji; urząd objął 29 czerwca.
30 czerwca 2000 został mianowany przez papieża Jana Pawła II arcybiskupem koadiutorem Acapulco. Urząd ten objął 28 września 2000, zaś funkcję biskupa diecezjalnego przejął 8 maja 2001.
Od 7 czerwca 2010 na emeryturze.